# Sluseholmen
Sluseholmen är en konstgjord halvö på ön Själland i Danmark. Den ligger i Köpenhamn i Region Hovedstaden. På Sluseholmen ligger bostadsområdet Sluseholmens kanalstad.
Halvön skapades på 1940-talet genom landåtervinning norr om en dämning över Kalveboderne och har fått sitt namn efter slussen som går genom dämningen. Flera industrier anlades på halvön, bland annat ett skeppsvarv och en siloanläggning för cementfabriken Aalborg Portland. Flygtillverkaren Skandinavisk Aero Industri låg också på Sluseholmen och på 1960-talet byggde DFDS en godsterminal.
Industrierna flyttade från Sluseholmen runt sekelskiftet då en ny stadsdel började byggas.